# 臺北市立忠孝國民中學
臺北市立忠孝國民中學（英語：Taipei Municipal ZhongXiao Junior High School），簡稱忠孝國中，是臺北市大同區一間市立國民中學，建校於1970年。
學位於臺北市立聯合醫院中興院區對面，校址位於臺北市大同區西寧北路32號。鄰近大稻埕、迪化街、忠孝橋、福星國小、西寧市場、萬華運動中心、捷運北門站、北門(承恩門)、西門町、台北地下街、台北車站。現今校內設有太陽能光電設備、交安教室、智慧電力網路系統等設施，並發展數理資優課程。

## 校史
- 忠孝國中原址為德意志帝國駐臺領事館、臺灣鐵路管理局維修場。
- 民國58年7月籌備處成立，首任校長張良彬奉派擔任籌備工作，依法辦理校地申請調撥用暨學校規劃事宜。
- 民國59年8月1日，學校正式成立，並開始對外招生。
- 迄64年6月全校校舍陸續完工，暨興建校舍三棟，司令台一座，操場及跑道，籃球場及排球場等。
- 民國68年，興建學生活動中心，提供師生及社區民眾活動場所。
- 民國69年，成立資優班，招收校內數理資優學生。
- 民國100年，校園優質化工程，打造今日忠孝深具藝文風格的校園風貌。

## 建築與校園環境
學校建築主要有至善樓、至真樓、至美樓及學生活動中心四棟建築，除了至善樓外其他三棟建築物皆有一層地下室，所有建築物的頂樓皆不開放。其中至真樓的左右兩側與至善樓、至美樓連接，由空中俯瞰三棟樓可看成開口向左的「ㄈ」字形。
- 至善樓：進入校門的第一棟大樓，位於校園的東側，鄰近西寧北路。該大樓一樓為保健室、訓導處以及挑高的穿堂，二樓至四樓包含了學校各行政單位、電腦教室、自習教室、烹飪教室與多功能會議室。
- 至真樓：穿越至善樓後的右手邊方向，位於校園的北側，鄰近長安西路。該大樓一樓為教師辦公室，二樓至四樓包含了化學實驗室、儲藏室、資源班教室，美術教室與工藝課教室。
- 至美樓：穿越至善樓與操場後的正前方，位於學校的西側，鄰近環河北路一段及淡水河。該大樓一至四樓主要為體育室、圖書館、福利社、七年級教室、八年級教室以及九年級教室、音樂教室以及表演藝術教室，地下室則為童軍課教室。
- 學生活動中心：位於校園的西南方角落，鄰近鄭州路、環河北路一段與市民大道。該大樓一樓為挑高禮堂，可作為室內籃球場、羽球場及排球場，二樓為看台區。地下室則為桌球教室與舞蹈教室。

室外分別有一座司令台、一座升旗台、兩座室外籃球場、一座包含跳遠跑道與沙坑的200公尺操場(2016年修建，顏色由全紅變成由內而外分別為:紅-藍-綠-藍-紅。操場中保留草地，是少數保留草地未將操場中央建設成球場的學校)、烤肉區、室外停車場、回收場等。

## 歷任校長
| 屆任  | 姓名   | 任職時間       | 備註     |
| ----- | ------ | -------------- | -------- |
| 第1任 | 張良彬 | 1970年～1980年 | 創校校長 |
| 第2任 | 林忠廉 | 1980年～1987年 |          |
| 第3任 | 陳芙蓉 | 1987年～1995年 |          |
| 第4任 | 張岳仁 | 1995年～1999年 |          |
| 第5任 | 姚台雄 | 1999年～2007年 |          |
| 第6任 | 王巧媛 | 2007年～2015年 |          |
| 第7任 | 陳澤民 | 2015年～2019年 |          |
| 第8任 | 郭姿秀 | 2019年～ 至今  |          |

### 組織架構
核定總班級數21班，教師預算員額數55人，職員工人數17人 (含校長、職員、約聘僱人員、校警、職工及不定期臨時人員)，總計72人，下設3處3室。

## 外部連結
- 台北市立忠孝國民中學 （页面存档备份，存于）